# Ostrava
Ostrava je z okoli 285.000 prebivalci tretje največje mesto na Češkem in središče druge največje urbane aglomeracije v tej državi, ki šteje več kot milijon ljudi. Pripada zgodovinski pokrajini Šleziji in je glavno mesto Moravsko-šlezijskega okraja, pa tudi sedež Ostravsko-Opavske rimskokatoliške škofije. Poleg univerze je v Ostravi tudi Janáčkova filharmonija.  
Ostrava leži ob sotočju rek Ostravice, Odre, Lučine in Opave. Na zgodovino in rast mesta je močno vplivalo črpanje in nadaljnja uporaba črnega premoga, kar je dalo mestu značilen videz industrijskega mesta. Od tod tudi vzdevek "jekleno srce republike".
Veliko industrijskih obratov je po padcu komunističnega režima propadlo. 

## Zgodovina
Ostrava je bila nekoč pomembno križišče starih trgovskih poti, mimo nje je potekala tudi Jantarjeva pot.
Arheološke raziskave so pokazale, da je bilo področje Ostrave stalno naseljeno že zadnjih 25.000 let. Mesto je bilo ustanovljeno leta 1267. Do poznega osemnajstega stoletja je bila Ostrava majhno provincialno mesto s približno tisoč prebivalci, ki so se ukvarjali predvsem z rokodelstvom.
Leta 1763 so bila odkrita velika nahajališča črnega premoga. Sledil je nenaden industrijski napredek in s tem povezan naval novih priseljencev v naslednjih stoletjih. V devetnajstem stoletju je bilo v okolici mesta odprtih nekaj rudnikov, kmalu pa se je razvila tudi pridelava jekla.
Rast industrijske proizvodnje je omogočilo dokončanje železniške proge iz Dunaja, imenovane »Severna železniška proga Cesarja Ferdinanda« (»Kaiser-Ferdinands-Nordbahn«) v letu 1847.
V dvajsetem stoletju se je nadaljevala rast industrijske proizvodnje, s tem pa tudi rast prebivalstva in napredek na področju kulture. Med drugo svetovno vojno je Ostrava kot pomemben vir jekla za vojaško industrijo utrpela več močnih bombardiranj, zaradi česar je bilo mesto po koncu vojne močno uničeno.
Po revoluciji leta 1989 je mesto doživelo veliko sprememb.
Leta 1994 so ustavili kopanje premoga, leta 1998 pa so zaprli večji del železarne Vítkovice blizu mestnega središča, kar je močno vplivalo na izboljšanje kvalitete zraka v mestu.
Še vedno pa deluje tovarna Arcelor Mittal (bivša Nová Huť), ki močno onesnažuje območje Radvanice.

## Župani
| Obdobje   | Ime                                  |
| --------- | ------------------------------------ |
| 1861–1864 | Hermann Zwierzina                    |
| 1864–1873 | Alois Anderka                        |
| 1873–1880 | Konstantin Grünwald                  |
| 1880–1888 | Anton Lux                            |
| 1888–1901 | Adalbert Johanny                     |
| 1901–1918 | Gustav Fiedler                       |
| 1918      | Johann Ulrich (do 17. decembra 1918) |
| 1918–1935 | Jan Prokeš                           |
| 1935–1939 | Josef Chalupník                      |
| 1939–1940 | Josef Hinner                         |
| 1940–1945 | SS Sturmbannführer Emil Beier        |
| 1945      | Josef Lampa (v. d. tri tedne)        |
| 1945–1960 | Josef Kotas                          |
| 1960–1964 | Jan Buchvaldek                       |
| 1964–1968 | Josef Kempný                         |
| 1968–1971 | Zdeněk Kupka                         |
| 1971–1986 | Eduard Foltýn                        |
| 1986–1989 | Bedřich Lipina                       |
| 1989–1990 | Lubomír Vejr                         |
| 1990–1993 | Jiří Smejkal                         |
| 1993–2001 | Evžen Tošenovský                     |
| 2001–2002 | Čestmír Vlček                        |
| 2002–2006 | Aleš Zedník                          |
| 2006–2014 | Petr Kajnar                          |
| 2014 -    | Tomáš Macura                         |

## Pobratena mesta
Ostrava ima podpisane sporazume z naslednjimi mesti:
- - Volgograd, Rusija (1947)
- - Coventry, Združeno kraljestvo (1957)
- - Katowice, Poljska (1960)
- - Dresden, Nemčija (1971)[4]
- - Split, Hrvaška (1976)
- - Pirej, Grčija (1997)
- - Košice, Slovaška (2001)
- - Miskolc, Madžarska (2001)
- - Pittsburgh, Pensilvanija, ZDA (2001)
- - Powiat Wodzisławski, Poljska (2005)
- - Uralsk, Kazahstan (2008)
- - Doneck, Ukrajina (2009)

## Znane osebnosti
- Kateřina Baďurová
- Věra Chytilová
- Ota Filip
- Marek Jankulovski
- Petr Kalus
- Filip Kuba
- Ivan Lendl
- Artur London
- Karel Loprais
- Marek Malík
- Luděk Mikloško
- Jaromír Nohavica
- Richard Šmehlík
- Dieter F. Uchtdorf
- Vladimír Vůjtek